# Tochavim
 (avril 2011).
Si vous disposez d'ouvrages ou d'articles de référence ou si vous connaissez des sites web de qualité traitant du thème abordé ici, merci de compléter l'article en donnant les références utiles à sa vérifiabilité et en les liant à la section « Notes et références ».
Le terme Tochavim (en hébreu : תושבים, résidents ; sing. תושב (tochav), d'après la racine ישב, « habiter, séjourner, s'installer ») désigne de façon générale les Juifs non séfarades qui habitaient des terres dans lesquelles arrivèrent en masse ces derniers lors de l'expulsion des Juifs d'Espagne (hébreu : מגורשים, megorachim) en 1492 par un édit des Rois catholiques, Isabelle de Castille et Ferdinand II d'Aragon.
De façon plus particulière, il s'applique aux Juifs autochtones du Maghreb, également appelés Maghrebim (hébreu : מַגּרֶבִּים ou מַאגרֶבִּים). Ceux-ci vivant dans la région occidentale (al-Maghrib, « le coucher de soleil » en arabe) de l'Afrique du Nord. Les Juifs Tochavim peuvent être des Berbères convertis par les Hébreux lors de leur venue au Maghreb en l'an 70 (à la suite de la destruction du Temple de Jérusalem).

## Histoire
D'après Jean-Marie Lassère et P. Monceaux, ces juifs trouveraient leur origine dans la conversion forcée ordonnée par l'empereur byzantin Héraclius en 632 qui mena à l'exode massif des juifs de Carthage et d'autres centres urbains de Tunisie vers les tribus maures de l'intérieur où ils propagèrent leur foi.
L'Espagne byzantine et le Maghreb sous l'exarchat de Carthage furent des terres d'accueil pour les Juifs persécutés, par exemple au VIIe siècle lors des fortes persécutions du roi wisigoth Sisebut à l'encontre des Juifs de la péninsule Ibérique. La présence historique et archéologique des Juifs au Maghreb remonte à la période hellénistique, ce qui en fait, au moins en Cyrénaïque rattachée politiquement à l'Égypte ptolémaïque, des romaniotes.
On assiste au développement du judaïsme à partir des premiers siècles de l'ère commune, sous la présence romaine dans les environs de Carthage puis à Constantine, Sétif, Tipaza, Cherchell, Volubilis (ses ruines antiques servant de mur des Lamentations local pour les pèlerins juifs autochtones), et Salé.
Avec l'arrivée de l'islam, les communautés juives byzantines du Maghreb deviennent sujettes des nouveaux États musulmans avec le statut de dhimmis tel qu'il est instauré par la loi islamique. Ils deviennent arabophones et sont dès lors appelés Tochavim (en hébreu « résidents ») ou Beldiyins (en arabe « ceux du pays »). Comme c'était le cas depuis l'époque romaine, il s'agit d'une population surtout urbaine, avec toutefois des ramifications rurales notables. Ces populations connaissent des variations démographiques et économiques au cours des différentes dynasties islamiques. Au XIIe siècle les principaux centres juifs du Maghreb sont Kairouan, Bejaïa, Tlemcen, Tiaret, Fès ou encore Sijilmassa.
La situation des Juifs s'aggrave sous les Almohades : la plupart des communautés juives sont forcées à la conversion ou à l'exil et disparaissent. Les Almohades finissent par assouplir leur politique à l'encontre des dhimmis. Les communautés juives se relèvent difficilement et petit à petit. L'arrivée d'un nombre considérable de Juifs chassés de la péninsule Ibérique, les megorachim, de 1298 à 1685, permet la renaissance du judaïsme maghrébin,.

## Relations entre communautés
Au Maroc, la plus importante communauté juive est celle de Fès. D'autres communautés sont présentes dans les principaux ports du pays tels que Salé et Rabat. La communauté juive de Fès représente l'un des plus importants centres rabbiniques. De prestigieuses branches familiales de Fès tels que les Ben Danan, Alfassi ou Edery qui avaient longuement séjourné ou fait souche en Espagne, joueront au Maroc un rôle très important dans les relations et l'assimilation des Tochavim aux Megorachim, à Fès et dans le reste du pays. Des communautés rurales sont notées très tôt dans la vallée du Draa, où Sijilmassa forme un centre rabbinique à l'orée du Sahara.
En Algérie, les centres juifs sont principalement, à l'est, à Constantine et, à l'ouest, à Tlemcen et Tiaret. Au Xe siècle se développent des communautés à Alger et Bejaïa, alors capitales des Zirides et Hammadides respectivement, mais ce ne sera qu'au XVe siècle, à la suite des persécutions de l'Inquisition catholique en Espagne, qu'Alger deviendra le plus grand centre rabbinique d'Afrique du Nord. Les Juifs sont plutôt bien traités au Maghreb central dominé par les Kharidjites : ces Berbères musulmans, soucieux de se démarquer de l'élite arabe, choisissent de prendre le parti de cette nouvelle doctrine. Des communautés se développent ainsi en zone karidjite comme dans la vallée du Mzab, au Touat et à Tiaret, en relations avec celle des Juifs de Djerba.
La Tunisie est probablement le pays dont la population tochavim, dite des twensa, marqua le plus l'histoire de l'Afrique du Nord. Les premières traces archéologiques de présence juive datent de la période romaine à Hammam-Lif et à Carthage : la première synagogue du Maghreb y porte le nom de Sancta Synagoga Nora. Cependant, durant les premiers siècles de la période musulmane, c'est à Kairouan que se développe un centre rabbinique important. À son apogée, Kairouan est probablement le foyer de la plus grande communauté juive du Maghreb en relation avec les communautés romaniotes d'Orient. À sa destruction[Quand ?], les communautés juives s'éparpillent vers les villes côtières : Gabès, Sfax, Sousse et Tunis jusqu'à El Kef et dans le reste de l'Algérie actuelle. À Djerba, subsiste la communauté de Tunisie la plus pittoresque de par son histoire : elle est également à l'origine de nombreuses communautés sur le continent et jusqu'à Tripoli.
La période la plus sombre des Juifs d'Afrique du Nord date des premières années du règne des Almohades, au XIIe siècle, qui contrôlent l'Espagne musulmane, le Maroc et l'ouest de l'Algérie. Berbères de l'Atlas, devenus fanatiques sous l'influence de prédicateurs extrémistes, ils considèrent que les « infidèles », tels les chrétiens et les Juifs, ne doivent plus être tolérés comme dhimmis mais être forcés à la conversion ou à l'exil. La période almohade voit une forte émigration des populations non musulmanes soit vers l'Espagne chrétienne du nord, soit vers l'Orient. Par ailleurs, à la période almohade comme plus tard, à la période ottomane, beaucoup de communautés juives d'Afrique du Nord choisissent de se convertir à l'islam, à la fois pour éviter les persécutions et pour ne plus avoir à payer la double-imposition du kharadj avec la djizîa.
Durant ces périodes se développa le « marranisme » : si certains Juifs, notamment à Fès, se convertissent complètement, laissant des descendants musulmans aux patronymes à consonance hébraïque encore aujourd'hui, la plupart des communautés juives ne se convertissent que superficiellement, continuant à pratiquer le judaïsme en cachette, ce que les musulmans nomment taqîya. Contrairement aux communautés chrétiennes, totalement disparues, les communautés juives réapparaissent et se relèvent lorsque les persécutions s'atténuent. Certains Juifs, restés musulmans pendant plusieurs générations, se virent appeler Amssellem (« le converti » en arabo-berbère). Au Maroc, la période almohade aura notamment pour effet d'accentuer davantage la présence juive dans l'arrière-pays et dans les montagnes (Juifs berbères).
Ce sont les Juifs chassés ou fuyant les Espagnes et leur inquisition, qui permettent au judaïsme en Afrique du Nord d'entrer dans une nouvelle phase.

## Langues et coutumes
Au XVIe siècle, les rapports des Juifs venus d'Espagne avec les Juifs autochtones, les Tochavim, et leur influence sur eux sont très variables selon les communautés où ils s'implantent[source insuffisante]. Ces Juifs autochtones possédaient leurs propres minhagim et parlaient le judéo-arabe ou le judéo-berbère.
À Essaouira, les mariages entre les deux communautés juives étaient parfois difficiles, comme en témoignent les contrats de mariage juifs marocains qui mentionnaient autrefois le minhag suivi pour la rédaction de la kétouba. Cependant, il s'agit d'un cas particulier par rapport au reste du Maroc[source insuffisante] où la population séfarade s'étant urbanisée, enrichie, et ayant imposé ses réformes religieuses, assimila la plupart des Tochavim au cours des siècles. De ce fait, aujourd'hui encore, la plupart des Juifs d'origine marocaine se considèrent comme séfarades (alors qu'en Israël, ils sont perçus comme des mizra'him, des Orientaux). Le même phénomène s'est produit dans l'Empire ottoman (qui comprenait l'Algérie, la Tunisie, la Libye et l'Égypte) où les Juifs romaniotes ont été absorbés par les séfarades venus d'Espagne, passant ainsi du Talmud de Jérusalem à celui de Babylone, et de la langue yévanique au judéo-espagnol. Les « Juifs troglodytes » de la Tripolitaine méridionale, qui ont dû fuir la Libye après 1960, du fait de l'hostilité engendrée par le conflit israélo-arabe, formaient une branche isolée des Maghrebim.

## Etudes génétiques
Les études génétiques sur les populations juives d'Afrique du Nord montrent quant à elles clairement que les populations juives de ces régions forment un groupe génétique distinct des autres populations du Maghreb.